# Tadeusz Ciosek
Tadeusz Ciosek (ur. 26 sierpnia 1925 w Przymiarkach, zm. ?) – kapitan, uczestnik II wojny światowej, oficer aparatu bezpieczeństwa PRL.

## Życiorys
Był synem Józefa i Heleny Ciosków.
W czasie II wojny światowej członek Polskiej Partii Robotniczej, Gwardii Ludowej i Armii Ludowej. Po wyzwoleniu spod okupacji niemieckiej został funkcjonariuszem aparatu bezpieczeństwa podejmując pracę jako referent w Powiatowym Urzędzie Bezpieczeństwa Publicznego w Starachowicach. W czasie służby w Wydziale do Walki z Bandytyzmem w Wojewódzkim Urzędzie Bezpieczeństwa Publicznego w Białymstoku stracił lewą rękę. Następnie pracował w WUBP w Kielcach, w PUBP w Busku-Zdroju jako szef i PUdsBP w Radomiu jako kierownik. Pracę w aparacie bezpieczeństwa zakończył 31 grudnia 1956.